# Ousmane Sanou
Pour les articles homonymes, voir Sanou.
Ousmane Sanou dit Papa Sanou (né le 11 mars 1978 à Bobo-Dioulasso) est un footballeur burkinabé. 

## Biographie
International burkinabé, il participe aux CAN 1996 (1er tour), 1998 (4e) et 2000 (1er tour, 2 buts). Au total, il dispute 7 matchs en Coupe d'Afrique des nations.
Ousmane Sanou prend également part aux qualifications pour la Coupe du monde 1998 et aux qualifications pour la Coupe du monde 2002.
Avec le club du Willem II Tilburg, il dispute six matchs en Ligue des champions en 1999.